# Centro-Norte (Timóteo)
Centro-Norte, também chamado de Centro de Acesita, é um bairro do município brasileiro de Timóteo, no interior do estado de Minas Gerais. Localiza-se no distrito-sede, estando situado na Regional Norte. Segundo o censo demográfico de 2022, realizado pelo Instituto Brasileiro de Geografia e Estatística (IBGE), sua população era de 2 722 habitantes e havia 632 domicílios particulares permanentes ocupados.
De acordo com o IBGE, em 2010 a população era de 970 habitantes e havia 348 domicílios particulares.
Trata-se da região mais desenvolvida da cidade, onde se concentra a maior parte do movimento comercial, estando em área vizinha à usina da Aperam South America (antiga Acesita). O Centro-Sul, por sua vez, corresponde ao núcleo urbano original de Timóteo e é considerado o centro administrativo.

## História e descrição

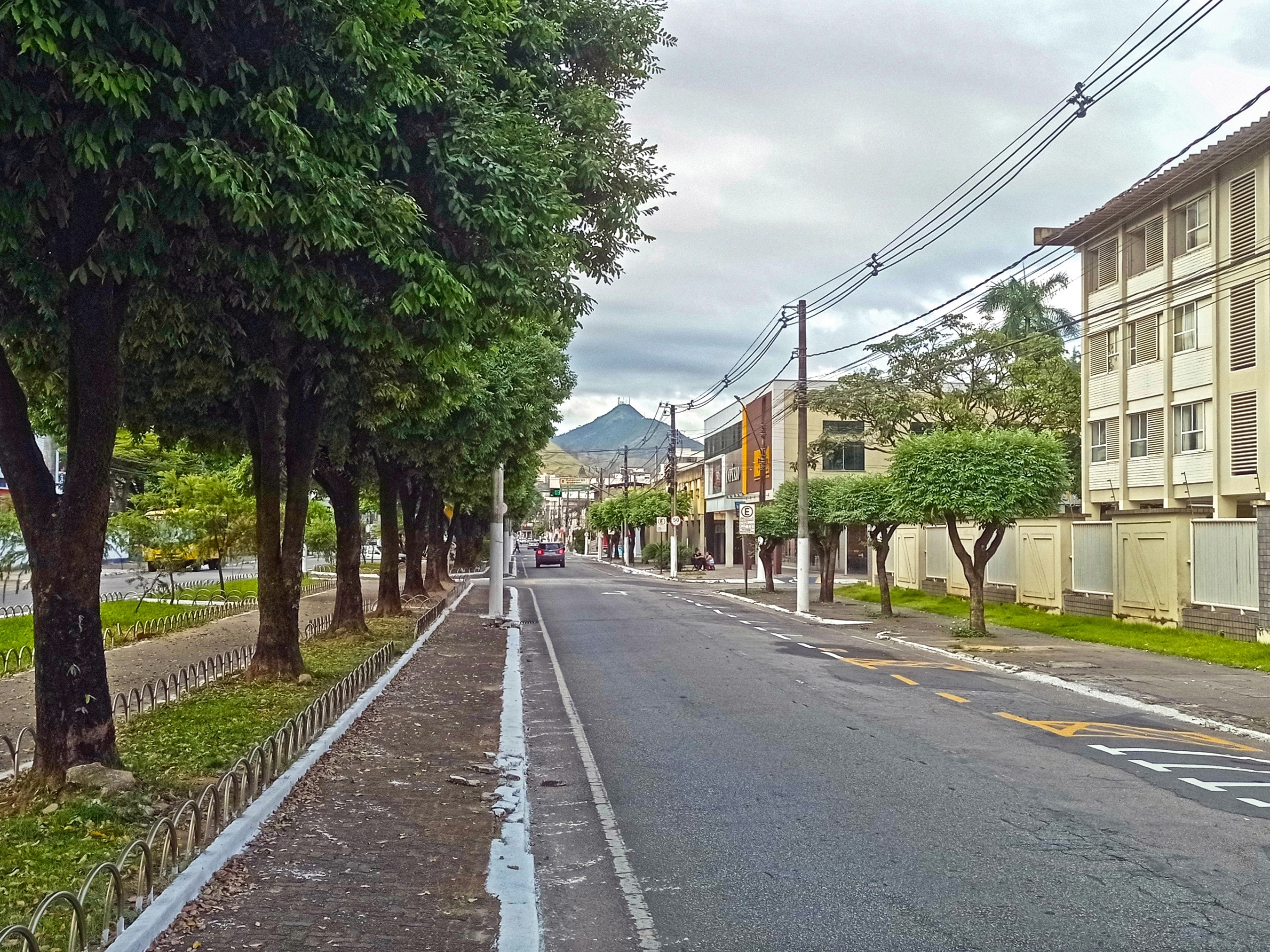
Alameda 31 de Outubro com o Pico do Ana Moura visível ao fundo

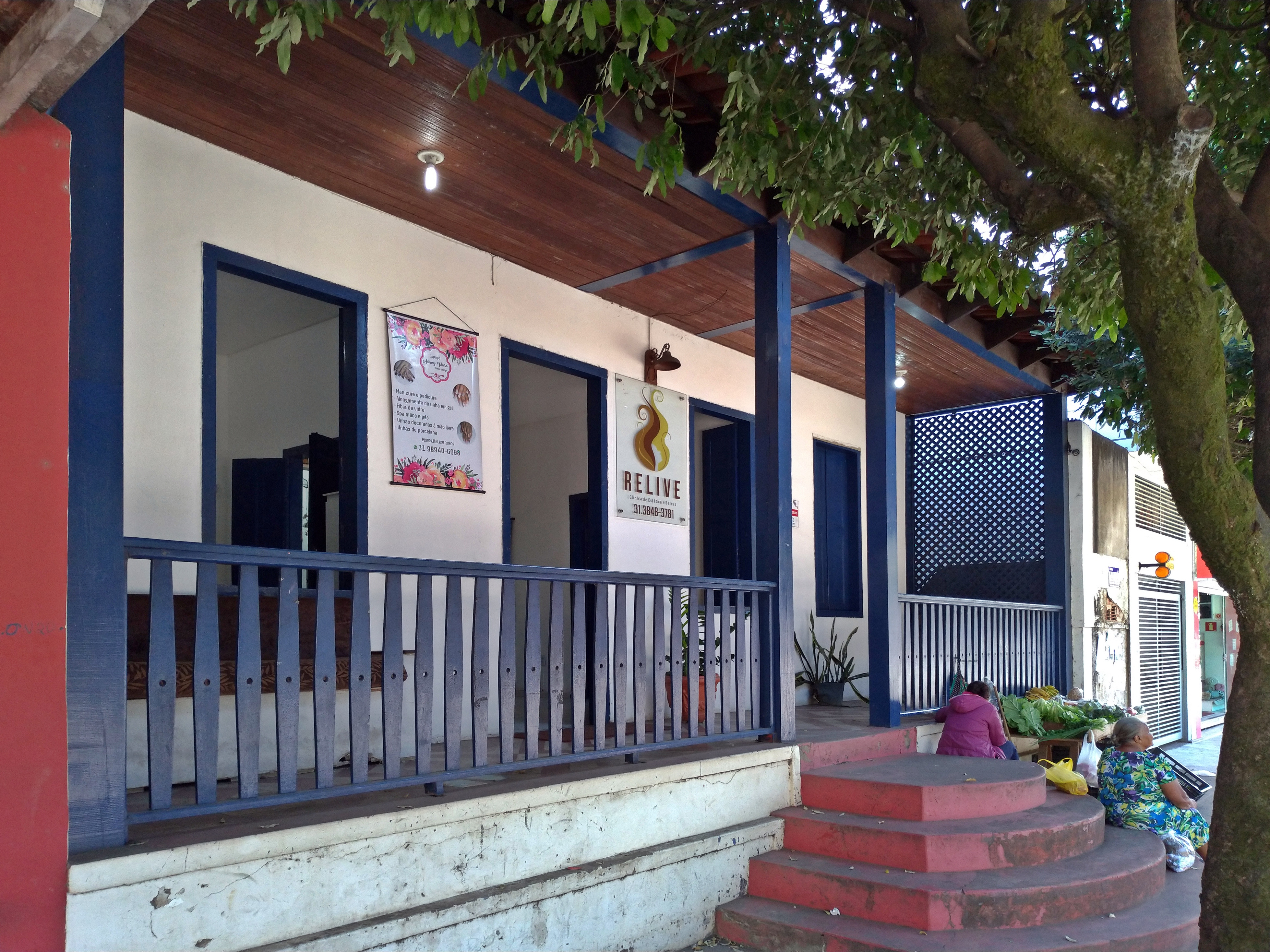
Sede da antiga Fazenda Dona Angelina em uso como ponto comercial em 2019 (foi demolida em 2022).

A região do atual Centro-Norte de Timóteo pertencia originalmente à Fazenda Dona Angelina, cuja área foi comprada pela Acesita (atual Aperam South America) para a implantação de suas instalações. Esse local foi escolhido por se tratar de uma das poucas planícies das proximidades. Durante a implantação da empresa, na década de 1940, foram construídos nesse entorno a Igreja São José Operário, um ambulatório e galpões que eram utilizados como estabelecimentos comerciais.
Em 1946, foi iniciado o projeto de uma vila operária destinada aos trabalhadores da Acesita, paralela ao núcleo urbano original da cidade (atual Centro-Sul). O projeto, concebido pelo engenheiro Romeu Diffles Teixeira, não foi seguido totalmente conforme o previsto. O "centro" da cidade planejada, por exemplo, a princípio seria onde estão os bairros Olaria e Timirim. Contudo, a urbanização do Centro-Norte, consolidada na vizinhança da usina na década de 1960, preservou características do "centro" inicialmente proposto, o que pode ser notado na malha urbana estruturada a partir de uma via principal com canteiro central.
A Alameda 31 de Outubro se estabeleceu como principal via do Centro-Norte, onde foram construídas as principais lojas, agências bancárias e estabelecimentos de prestação de serviços. Com cerca de 1 km de extensão, foi concebida com um amplo canteiro central arborizado. Em suas margens foram implantados três conjuntos comerciais, o Centro Cultural da Fundação Aperam Acesita (antiga casa de hóspedes), o Residencial Pioneiros (prédio de autoria de José Luiz Batista), um colégio (o antigo Colégio Dom Bosco) e um cinema (antigo Cine Marabá). A sede da antiga Fazenda Dona Angelina também estava situada nessa avenida. Chegou a ser utilizada como hotel pela Acesita e, depois de vendida, foi aproveitada como estabelecimento comercial, porém a edificação foi demolida em 2022.
Apesar do Centro-Norte se tratar da área mais desenvolvida do município, o centro administrativo timotense se encontra em outra região do perímetro urbano, próximo ao Centro-Sul, correspondente ao núcleo urbano original da cidade. Outros pontos de referência do Centro-Norte também são a Praça 1º de Maio, que é utilizada como palco de eventos; o Terminal Rodoviário de Timóteo, inaugurado em 1983; e o campus do CEFET-MG da cidade, inaugurado em 2015. Em dezembro de 2023, foi inaugurada a nova Igreja Matriz de São José, da Paróquia São José, construída atrás da antiga Igreja São José Operário.